# Hallsvenskan
Hallsvenskan (av inomhushall + Allsvenskan), senare sponsornamn Tipshallsvenskan, var en svensk inomhusfotbollsturnering som spelades årligen under försäsongerna från 1984 till 1995. Arenor var bland annat tipshallarna i Växjö och Jönköping samt Arcushallen i Luleå. Tävlingen avgjordes genom gruppspel och efter det en utslagsturnering mellan gruppsegrarna och de främsta grupptvåorna. Segrarlaget fick från 1986 status som svenska mästare i inomhusfotboll.
Från 1996 avgörs inomhusfotbollens mästerskap istället på formatet five-a-side (femmannalag), numera futsal-SM.

## Segrare[2]

### Herrar
- 1982 - Östers IF
- 1983 - BK Häcken
- 1984 - Hammarby IF
- 1985 - Östers IF

Från 1986 status som svenskt inomhusmästerskap i fotboll
- 1986 - AIK
- 1987 - AIK
- 1988 - Örgryte IS
- 1989 - Örebro SK
- 1990 - IFK Göteborg
- 1991 - Hammarby IF
- 1992 - IFK Norrköping
- 1993 - Östers IF
- 1994 - IFK Norrköping
- 1995 - IF Elfsborg

### Damer
Damturneringen spelades årligen 1985-1994.
- 1985 - Hammarby IF
- 1986 - Öxabäck IF
- 1987 - Öxabäck IF
- 1988 - Malmö FF
- 1989 - Jitex BK
- 1990 - Hammarby IF
- 1991 - Jitex BK
- 1992 - Malmö FF
- 1993 - Sunnanå SK
- 1994 - Gideonsbergs IF